# Pabatu
Pabatu is een bestuurslaag in het regentschap Tebing Tinggi van de provincie Noord-Sumatra, Indonesië. Pabatu telt 2203 inwoners (volkstelling 2010).